# Gaius Lucilius
Gaius Lucilius (* nach 180 v. Chr. in Suessa Aurunca, Kampanien; † 103 v. Chr. in Neapel) war ein römischer Dichter, der maßgeblich an der Entwicklung der Satire beteiligt war und ihr ihre heutige Bedeutung gab. Bereits seit der Antike gilt er als der Gattungsarcheget, was sich an Äußerungen Quintilians und Horaz’, der ihn als inventor bezeichnet, zeigt.

## Leben
Sowohl sein praenomen als auch sein nomen gentile sind bei dem Dichter selbst und anderen Gewährsleuten belegt. Zum einen existiert eine Inschrift auf einem Spiegel aus dem heutigen Palestrina, einer Stadt östlich von Rom. Auf diesem steht Ceisia Loucilia geschrieben, was ein Beleg dafür ist, dass der Name Lucilius unter den Latinern schon sehr alt war. Zum anderen finden sich bei Cicero Zeugnisse zum Namen des Dichters.
Geboren wurde Lucilius in der Stadt Suessa, die im Land der Aurunker gelegen war, das sich wiederum zwischen den Landstrichen Campanien und Latium befand. Dies geht eindeutig aus einer Äußerung des Satirendichters Juvenal hervor, der Lucilius als bedeutenden Spross dieser Stadt bezeichnet.
Lucilius war höchstwahrscheinlich nicht verheiratet, da er sich an verschiedenen Stellen seiner Fragmente in kritischer Weise über die Ehe äußert und sich zudem gegen die von dem Censor Metellus Macedonicus betriebene Politik zur Steigerung der Zahl an Eheschließungen gestellt hat. Dennoch muss man dem mit Vorsicht begegnen, da in der Gattung Satire immer mit Übertreibung und Ironie zu rechnen ist. Schließlich hat sich auch Juvenal in der sogenannten Weibersatire kritisch-satirisch über Frauen zu Wort gemeldet und hier sind satirische Elemente nicht zu leugnen.
Über die Familie des Dichters ist weiterhin festzustellen, dass er einen Bruder hatte, der ungefähr gleichen Alters wie er selbst war. Dieser Bruder hatte eine Tochter namens Lucilia, die mit Gnaeus Pompeius Strabo, dem Konsul des Jahres 89, verheiratet war. Aus dieser Ehe ist der spätere Triumvir Gnaeus Pompeius, der einige Zeit mit dem cognomen „Magnus“ gewürdigt wurde, hervorgegangen. Die Ehe dürfte kurz vor der Geburt des Cn. Pompeius im Jahre 106 stattgefunden haben. Von Bedeutung ist ebenfalls die Formulierung des Velleius stirpis senatoriae, die darauf hinweist, dass der Bruder des Dichters – im Gegensatz zu Lucilius selbst – Senator gewesen ist. Als unterstützendes Glied in der Beweiskette muss eine Urkunde von Adramyttium hinzugezogen werden, die einen von einem höheren Beamten angeordneten Schiedsspruch auf der Basis eines Senatsbeschlusses darstellt. Cichorius hat nun mit großer Sicherheit bewiesen, dass einer der Unterzeichner dieser Urkunde – nämlich M. Lucilius – wahrscheinlich der Bruder des Dichters und somit tatsächlich Senator gewesen ist. Weiterhin soll er nach Cichorius Großonkel des Politikers Gaius Lucilius Hirrus gewesen sein.
Was den sozialen Hintergrund des Dichters angeht, kann man davon ausgehen, dass Lucilius nicht nur aus einer begüterten Familie stammte und wahrscheinlich selbst zum Stand der equites zählte, sondern auch im Besitz des römischen Bürgerrechts war. Für beides lassen sich verschiedene Argumente anführen: Das Bürgerrecht dürfte vom Vater her auf Lucilius und seinen Bruder übergegangen sein, so dass dieser Senator werden konnte. Ein Vergleich, den Horaz zwischen sich selbst und dem Satirendichter zieht, unter anderem hinsichtlich ihrer beiden Vermögen, macht es wahrscheinlich, dass Lucilius Großgrundbesitzer war. Hinzu kommt, dass auch Cicero sich derart über die Vermögensverhältnisse des Satirikers äußert, indem er davon spricht, Lucilius sei das Weiden seiner Viehherden auf einem ager publicanus, einem öffentlichen Stück Land also, vorgeworfen worden. Ausgehend von verschiedenen anderen Zeugnissen darf man vermuten, Lucilius sei im Besitz von Landgütern in bzw. um Tarent, Consentina, Bruttium, Suessa, Neapel und auf Sizilien und Sardinien gewesen. Neben diesen ländlichen Besitzungen konnte der Dichter auch einen Palast in Rom sowie anscheinend eine Immobilie in Neapel sein Eigen nennen. Der Palast in Rom war ursprünglich für den Aufenthalt des Seleukidenprinzen Demetrios erbaut worden, der als Geisel nach Rom gekommen war.
Zusammengefasst lässt sich also zu der sozialen Stellung des Lucilius festhalten, dass er mit großer Sicherheit ein römischer Bürger war, der als Großgrundbesitzer über zahlreiche Latifundien – verstreut im ganzen Mittelmeerraum – verfügte. Diese hohe Stellung eröffnete ihm auch den gleichberechtigten Umgang mit anderen hochgestellten Persönlichkeiten wie zum Beispiel P. Cornelius Scipio Aemilianus Africanus Minor. Ohne eine derartige Position in der römischen Gesellschaft wäre es ihm wohl auch nicht möglich gewesen, Kritik in solcher harschen Form zu üben – und zwar auch an bedeutenden Mitbürgern –, wie er es getan hat.
Trotz seiner hohen sozialen Stellung hat er nie ein politisches Amt bekleidet oder gar den cursus honorum eingeschlagen. Trotz seines Rückzugs in das otium vernachlässigte der Dichter nicht seine Pflichten als römischer Bürger, denn er diente im Numantinischen Krieg in den Jahren 134 bis 133 unter Scipio als eques, wie wir aus dem Zeugnis des Velleius erfahren.
Doch scheint sich die Freundschaft zwischen ihm und Scipio bereits früher entwickelt zu haben, da sich die Besitztümer des Scipio in Lavernium in nächster Nähe zu den anzunehmenden Landgütern der Lucilii befanden, so dass Scipio und Lucilius sich von Jugend an kannten. Diese Freundschaft ist insofern von entscheidender Bedeutung für das Werk des Satirendichters, als er Freund und Feind mit Scipio teilte. Dies führte einerseits dazu, dass er Mitglied im sogenannten Scipionenkreis war, andererseits dass die in den Fragmenten zu spürende Kritik auch von politischen Motiven geprägt ist und sich gegen politische Widersacher des Scipio richtete.
Wie an den zahlreichen Gräzismen in den noch erhaltenen Fragmenten seines Werkes ersichtlich, beherrschte der Dichter das Griechische und war darüber hinaus mit der griechischen Literatur eng vertraut. Diese genaue Kenntnis der griechischen Literatur tritt in zahlreichen Bezügen zu griechischen Autoren hervor, beispielsweise Homer, Euripides, Archilochos, Aristophanes, Pherekrates, Telekleides, Euklid, Demosthenes, Isokrates und Platon. Überhaupt ist dieser Faible für das Griechische angesichts des gräkophilen Scipionenkreises nicht verwunderlich. Welche bedeutende Stellung die griechische Kultur für Lucilius einnimmt, kommt auch dadurch zum Ausdruck, dass der griechische Philosoph Kleitomachos ihm eine Schrift gewidmet hat. Daraus und aus bestärkenden Deutungen verschiedener Fragmente schließt Cichorius, dass Lucilius sich gewisse Zeit in Athen zum Zweck der in diesem Stand üblichen Bildungsreise nach Griechenland aufgehalten habe, wie es z. B. später auch Marcus Tullius Cicero tat.

## Werk
Lucilius verfasste 30 Bücher Satiren, von denen jedoch nur Fragmente – insgesamt ca. 1300 Verse – dadurch erhalten sind, dass sie von anderen antiken und spätantiken Autoren zitiert wurden. Neben Marcus Tullius Cicero, Lactantius und dem Grammatiker Sextus Pompeius Festus muss in diesem Zusammenhang vor allem der Grammatiker Nonius Marcellus erwähnt werden, in dessen Schrift De compendiosa doctrina ein großer Teil der erhaltenen Fragmente überliefert worden ist. Das längste uns verbliebene Fragment ist das sogenannte Virtus-Fragment, bei dem es sich um eine Definition der Tugend handelt, welche der stoischen Philosophie des Panaitios nahesteht.
Die 30 Satiren-Bücher sind allerdings nicht in einer einzigen Publikation besorgt worden, sondern wahrscheinlich in drei verschiedenen Corpora der Öffentlichkeit zugänglich gemacht worden. Am Anfang steht das älteste Corpus, welches die Bücher 26 bis 30 umfasst. Dies lässt sich anhand historischer Anspielungen in den erhaltenen Fragmenten dieser Bücher belegen. Im Anschluss daran folgen die Bücher der zweiten Sammlung 1 bis 21, die wahrscheinlich ebenso wie das erste Corpus von Lucilius selbst herausgegeben worden sind. Schwierigkeiten bereiten dagegen die noch verbliebenen Bücher 22 bis 25. Aufgrund der Tatsache, dass sie Gedichte enthalten, die keine Satiren sind, sondern beispielsweise Epigramme, dürften sie nicht zum Zwecke der Publikation gedichtet worden sein. Daher könnten sie erstens postum ediert worden und zweitens von irgendeinem Grammatiker dem größeren der beiden getrennt zirkulierenden Corpora, nämlich 1 bis 21, als Supplement angehängt worden sein.
Als Entscheidungskriterium für die Chronologie der Satirenbücher diente vor allem das Versmaß: hier lässt sich bei Lucilius eine Entwicklung nachzeichnen, die bedeutende Auswirkungen auf die Gattung Satire selbst hatte. Das erste Corpus (26–30) ist nämlich durch seine Polymetrik charakterisiert, d. h. hier finden sich sowohl trochäische Septenare (Buch 26 und 27) als auch jambische Senare (Buch 28 und 29) und daktylische Hexameter (Buch 30). Nachdem Lucilius einmal das Versmaß gefunden hatte, welches in seinen Augen am besten zu seinen Gedichten passte, blieb er ausschließlich bei diesem Metrum – dem daktylischen Hexameter –, in dem er vollständig die zweite Buchsammlung verfasste.
Gab es also bei Ennius noch kein einheitliches Versmaß in seinen Büchern der Saturae, so zeichnet sich bei Lucilius eine Entwicklung von ebendieser Polymetrik hin zum daktylischen Hexameter ab, der dadurch zum konstituierenden Metrum der Gattung Satire wurde und auch später von nachfolgenden Satirendichtern wie Horaz, Juvenal und Persius verwendet wurde.
Die Frage, welchen Titel Lucilius seinen Gedichten verlieh, kann nicht mit vollkommener Sicherheit beantwortet werden, da sich in seinem Œuvre verschiedene Bezeichnungen finden: z. B. poemata oder ludus ac sermones. Die Grammatiker nennen sie später satirae. Möglicherweise hat Lucilius seine Werke als saturae betitelt, um seine literarische Beziehung zu Ennius deutlich zu machen.
Hauptthema ist, anders als noch bei Ennius, die in unserem Sinne „satirische“ Behandlung von Alltagsereignissen, was vor allem eine harsche Kritik an seinen Zeitgenossen einschließt. Gerade diese Polemik galt schon in der Antike als das charakteristische Merkmal der Satiren des Lucilius. Zu Bekanntheit und Berühmtheit ist der Dichter in der Antike durch die ihm zugeschriebene acerbitas und mordacitas gelangt, das polemische Element in seiner Dichtung, welches sich sowohl gegen die Hohen als auch die Niedrigen in der zeitgenössischen Gesellschaft richtete.
Insofern steht er auch in einer Traditionslinie, die sich von Archilochos zu Aristophanes, dem bedeutendsten Vertreter der Alten Komödie in Athen, zieht, als er führende Männer des Staates zur Zielscheibe wählte. Ein Kennzeichnen für seine Nähe zu Aristophanes besteht insbesondere darin, dass die Opfer seines Spotts namentlich genannt werden, wie es in der attischen Alten Komödie üblich war. Über diese Abhängigkeit berichtet uns auch Horaz, Satiren 1, 4, 1–7.
Nachdem die erhaltenen Fragmente des Lucilius jahrhundertelang unbeachtet geblieben waren, nahm sich in der Zeit des Renaissance-Humanismus als erster der niederländische Philologe Frans van der Does, Sohn des bedeutenden niederländischen Gelehrten Jan van der Does (Janus Dousa), ihrer an und veranstaltete im Jahre 1597 unter seinem lateinischen Namen Franciscus Dousa die vollständige Erstausgabe (editio princeps) der lucilianischen Fragmente. Sie wurde über Jahrhunderte mehrfach nachgedruckt und blieb die maßgebliche Ausgabe zu Lucilius, bis sie im Jahre 1904/1905 von der heute maßgeblichen Textedition Friedrich Marx’ abgelöst wurde (Lucilii Carminum Reliquiae, zwei Bände).

## Textausgaben
- C. Lucilii carminum reliquiae. re. enarr. Friedrich Marx. 2 Bände, Leipzig 1904/05 (Digitalisat von Band 1 (Ausgabe); Digitalisat von Band 2 (Kommentar); Neudruck Stuttgart/Amsterdam 1963).
- Lucilius: Satiren (= SQAW 23,1–2). Lateinisch und deutsch von Werner Krenkel. 2 Bände, Berlin/Leiden 1970.
- Lucilius: Satiren (= Texte zur Forschung 106). Lateinisch und deutsch. Eingeleitet, übersetzt und erläutert von Johannes Christes und Giovanni Garbugino. Darmstadt 2015.